# Ingouville
Ingouville település Franciaországban, Seine-Maritime megyében. Lakosainak száma 277 fő (2022. január 1.). Ingouville Néville, Saint-Riquier-ès-Plains, Saint-Sylvain és Saint-Valery-en-Caux községekkel határos.

## Népesség
A település népességének változása:
| Lakosok száma | 242  | 259  | 282  | 270  | 272  | 274  | 275  | 276  | 277  |
|               | 2013 | 2015 | 2016 | 2017 | 2018 | 2019 | 2020 | 2021 | 2022 |